# New Demons
New Demons è il quarto album in studio del gruppo musicale electronicore statunitense I See Stars, pubblicato il 22 ottobre 2013 dalla Sumerian Records.

## Tracce
1. Initialization Sequence – 0:54
2. Ten Thousand Feet – 5:44
3. Follow Your Leader – 4:46
4. New Demons – 4:42
5. Violent Bounce (People Like ¥øμ) – 4:44
6. Murder Mitten – 5:03
7. We're Not In Kansas Anymore – 4:46
8. Judith Rules – 4:12
9. Boris the Animal – 4:03
10. Crystal Ball – 3:43
11. When I Say Jump, You Say How High – 3:17
12. Who Am I? – 4:28

## Formazione
- Devin Oliver – voce melodica
- Brent Allen – chitarra solista
- Jimmy Gregerson – chitarra ritmica
- Jeff Valentine – basso
- Andrew Oliver – batteria, percussioni; voce melodica in Murder Mitten
- Zach Johnson – voce death, tastiera, sintetizzatore, programmazione